# Евстелла Сентская
Евстелла Сентская (Эстелла; III век) — святая мученица. День памяти — 11 мая.
Особенно известна благодаря поэту Мистралю, который придал имени латинизированную форму. Её имя было на самом деле Eustelle (от греческого «eu» = «красиво, хорошо» и «stello» = «украшать»). Отец святой был благородным римлянином по рождению, мать происходила из древней и могущественной семьи друидов. Её пытливый ум встретил на своём пути святого Евтропия, первого епископа этого региона. Выслушав его учение, святая Евстелла попросила крещения: она была крещена им и посвятила себя Богу. Поскольку она отказывала всем женихам и упорно придерживалась своей веры, отец приказал умертвить святую Евстеллу на арене Сента. Её тело было погребено в усыпальнице святого Евтропия, которому она незадолго до этого подарила погребение. Имя святой Евстеллы было настолько популярно в Шаранте, что епископы Ла-Рошели и Сента избрали её покровительницей христианской молодёжи.